# Distretto di Lucheng
Il distretto di Lucheng (鹿城区S, Lùchéng QūP) è un distretto della Cina, situato nella provincia dello Zhejiang.